# Крым (Омская область)
Крым — деревня в Полтавском районе Омской области России. Входит в состав Ольгинского сельского поселения.

## История
Основана в 1907 году. В 1928 году посёлок Крым состоял из 55 хозяйств, основное население — украинцы. В составе Никоновского сельсовета Полтавского района Омского округа Сибирского края.

## Население
| 1926 | 2010 |
| ---- | ---- |
| 274  | ↘199 |